# Mörk blåslav
Mörk blåslav (Hypogymnia austerodes) är en lavart som först beskrevs av William Nylander och fick sitt nu gällande namn av Räsänen. 
Mörk blåslav ingår i släktet Hypogymnia och familjen Parmeliaceae.  Arten är reproducerande i Sverige. Inga underarter finns listade i Catalogue of Life.